# Kältesumme
Die Kältesumme eines Winters oder Monats erhält man, indem man alle Beträge negativer Tagesmitteltemperaturen (Temperaturen unter 0 °C) aufsummiert. Das Gegenteil ist die Wärmesumme.
Dieser statistische Wert wird oft im Zusammenhang mit dem Gefrierverhalten von Seen herangezogen. So braucht es z. B. eine Kältesumme von rund −370 Grad, damit der Bodensee komplett zufriert.
Um die Strenge eines Winters zu beurteilen, bildet man die Summe aller negativer Tagesmitteltemperaturen von November bis März.
| Kältesumme [in Gradtagen] | Aussage               |
| ------------------------- | --------------------- |
| > −100                    | sehr milder Winter    |
| > −100 bis −200           | normaler Winter       |
| > −201 bis −300           | mäßig strenger Winter |
| > −301 bis −400           | strenger Winter       |
| < −400                    | sehr strenger Winter  |